# ジョン・フラトン
ジョン・トン（John Hulaton、1955年6月14日-）は、アメリカ合衆国ハワイ州出身の男性声優、音楽家、ナレーター。所属会社はワイワイワイ。血液型B型。身長178cm、体重95kg。趣味は料理、インターネットサーフィング。

## 出演作品

### テレビ
- 歴史秘話ヒストリア 第47回「ぴあのすとおりい〜ピアノが語る明治・大正・昭和〜」声の出演（NHK総合テレビ）

### CMナレーション
- ニンテンドー ゲームキューブ（ロゴNA）
- ミズノ
- スポージアム
- タカラ缶チューハイ
- クリスタ長堀
- アドベンチャーワールド
- パナソニック
- ECC
- マンダム
- ホンダ
- エアウォーク

### 番組ナレーション
- とっておき世界旅（NHK-BS）
- The Velocity Channel（スカパー）
- 新世界発見旅（JAL機内番組）

### VPナレーション
- USJ
- クボタ
- ダイキン工業
- 富士通テン
- 京セラ
- ダイハツディーゼル
- 大阪ガス
- シャープ
- ユニチカ
- 松下電器（パナソニック）
- ネスレ日本
- 大塚化学

### ゲーム
- ウエーブレース64
- CAPCOM VS. SNKシリーズ（ライデン役）
  - カプコン バーサス エス・エヌ・ケイ ミレニアムファイト 2000
  - カプコン バーサス エス・エヌ・ケイ ミレニアムファイト 2000 PRO
  - CAPCOM VS. SNK 2 MILLIONAIRE FIGHTING 2001
- 餓狼伝説 WILD AMBITION（ライデン役）
- 風雲黙示録シリーズ（真・獅子王役）
  - 風雲黙示録
  - 風雲スーパータッグバトル
- 武力 〜BURIKI ONE〜（場内アナウンス）
- マリオカート64（アナウンサー）

### その他
- FM802ヘッドラインニュース
- アムアムサラダの気軽にEnglish（KBS京都）